# Juvecaserta Basket 2013-2014
Questa voce raccoglie le informazioni riguardanti la Juvecaserta Basket nelle competizioni ufficiali della stagione 2013-2014.

## Stagione
La stagione 2013-2014 della Juvecaserta Basket sponsorizzata Pasta Reggia, è la 17ª nel massimo campionato italiano di pallacanestro, la Serie A.

## Roster
Aggiornato al 16 gennaio 2017.
| Pasta Reggia Caserta 2013-14 | Pasta Reggia Caserta 2013-14 |
| Giocatori                    | Staff tecnico                |
| ---------------------------- | ---------------------------- |

| N. | Naz.                   | Ruolo | Nome               | Anno | Alt.   | Peso   |  |
| -- | ---------------------- | ----- | ------------------ | ---- | ------ | ------ |  |
| 9  | Italia (bandiera)      | G     | Marco Mordente (C) | 1979 | 192 cm | 88 kg  |  |
| 10 | Italia (bandiera)      | G     | Domenico Marzaioli | 1991 | 185 cm | 80 kg  |  |
| 13 | Italia (bandiera)      | PG    | Michele Vitali     | 1991 | 196 cm | 89 kg  |  |
| 14 | Italia (bandiera)      | P     | Claudio Tommasini  | 1991 | 194 cm | 97 kg  |  |
| 15 | Italia (bandiera)      | AC    | Andrea Michelori   | 1978 | 202 cm | 112 kg |  |
| 21 | Stati Uniti (bandiera) | AG    | Jeff Brooks        | 1989 | 203 cm | 94 kg  |  |
| 22 | Stati Uniti (bandiera) | C     | Cameron Moore      | 1990 | 211 cm | 104 kg |  |
| 23 | Stati Uniti (bandiera) | G     | Chris Roberts      | 1988 | 193 cm | 92 kg  |  |
| 24 | Stati Uniti (bandiera) | P     | Stefhon Hannah     | 1985 | 185 cm | 87 kg  |  |
| 25 | Stati Uniti (bandiera) | P     | Ronald Moore       | 1988 | 183 cm | 75 kg  |  |
| 34 | Stati Uniti (bandiera) | A     | Carleton Scott     | 1988 | 203 cm | 98 kg  |  |
| 43 | Stati Uniti (bandiera) | C     | Tony Easley        | 1987 | 208 cm | 91 kg  |  |
| -  | Italia (bandiera)      | P     | Giovanni Marini    | 1995 | 182 cm | 78 kg  |  |
| -  | Italia (bandiera)      | G     | Antonio Salzillo   | 1995 | 190 cm | 85 kg  |  |

| Allenatore                                                            |
| - Emanuele Molin                                                      |
| Assistente/i                                                          |
| - Nessuno Legenda - (C) Capitano - (IN) Inattivo - Infortunato Roster |

## Mercato

### Sessione estiva
| Acquisti | Acquisti          | Acquisti          | Acquisti   | Acquisti |
| R.       | Nome              | da                | Modalità   |          |
| -------- | ----------------- | ----------------- | ---------- | -------- |
| PG       | Michele Vitali    | B.blù Bologna     | definitivo |          |
| P        | Claudio Tommasini | Virtus Bologna    | definitivo |          |
| AG       | Jeff Brooks       | Pall. Cantù       | definitivo |          |
| C        | Cameron Moore     | Zaporižžja        | definitivo |          |
| PG       | Chris Roberts     | Austin Toros      | definitivo |          |
| P        | Stefhon Hannah    | S.C. Warriors     | definitivo |          |
| A        | Carleton Scott    | Springfield Armor | definitivo |          |
| ALL      | Emanuele Molin    | Pall. Cantù       | definitivo |          |

| Cessioni | Cessioni             | Cessioni          | Cessioni       | Cessioni |
| R.       | Nome                 | a                 | Modalità       |          |
| -------- | -------------------- | ----------------- | -------------- | -------- |
| PG       | Giuliano Maresca     | Barcellona        | fine contratto |          |
| PG       | Dan Mavraides        | Scandone Avellino | fine prestito  |          |
| AP       | Žygimantas Jonušas   | Pieno žvaigždės   | fine contratto |          |
| C        | Deji Akindele        | Champville        | fine contratto |          |
| P        | Stefano Gentile      | Pall. Cantù       | fine contratto |          |
| C        | Stevan Jelovac       | Lietuvos rytas    | fine contratto |          |
| A        | Luigi Sergio         | Libertas Forlì    | prestito       |          |
| AG       | Dario Cefarelli      | Orlandina         | prestito       |          |
| ALL      | Stefano Sacripanti   | Pall. Cantù       | fine contratto |          |
| ALL      | Massimiliano Oldoini | Pall. Cantù       | fine contratto |          |

### Dopo l'inizio della stagione
| Acquisti | Acquisti     | Acquisti      | Acquisti         | Acquisti   |
| R.       | Nome         | da            | Data             | Modalità   |
| -------- | ------------ | ------------- | ---------------- | ---------- |
| C        | Tony Easley  | Reyer Venezia | 15 gennaio 2014  | definitivo |
| P        | Ronald Moore | Čerkasy Mavpy | 27 febbraio 2014 | definitivo |

| Cessioni | Cessioni       | Cessioni   | Cessioni     | Cessioni    |
| R.       | Nome           | a          | Data         | Modalità    |
| -------- | -------------- | ---------- | ------------ | ----------- |
| P        | Stefhon Hannah | Free agent | 8 marzo 2014 | rescissione |